# Небојша Илић (кошаркаш)
Небојша Илић (Београд, 26. фебруар 1968) је бивши српски кошаркаш. Тренутно ради као тим менаџер Црвене звезде и репрезентације Србије.
Рекордер је југословенских првенстава по броју постигнутих кошева на једном мечу (21. новембра 1992. године у мечу са Војводином постигао је 71 поен). Такође држи и клупски рекорд по броју поена на једној Куп утакмици јер је у сезони 1992/93 постигао 42 поена против Биг Енекса из Ваљева.

## Каријера

### Црвена звезда
За Звезду је дебитовао у сезони 1985/86 када је као талентовани тинејџер повремено улазио у игру. Већ у наредној сезони имао је запажену улогу у тиму. У доигравању је имао просек од 8,6 поена по мечу, а црвено-бели су сензационалном победом против Цибоне у полуфиналу доигравања стигли до завршне представе. Цибона је те 1986/87 имала скор 22-0 у лигашком делу и две титуле шампиона Европе у претходним сезонама, али су их у доигравању срушили Звездини играчи Бранислав Прелевић и Небојша Илић који је у финишу постигао важну тројку и убацио два слободна бацања. Ипак, у финалу против Партизана је мало недостајало да би се стигло до титуле. Небојша Илић је у сезони 1987/88 први пут био најбољи стрелац Звезде са укупно 612 поена у свим такмичењима (просек 17,5 по мечу), али екипа изузев полуфинала европског Купа Радивоја Кораћа није у домаћим такмичењима остварила запажен резултат, између осталог и што су Стеван Караџић и Зоран Радовић пропустили већи део сезоне због војске, а Рајко Жижић се уочи почетка сезоне опростио од дреса Звезде. Илић је и наредне сезоне 1988/89 био први стрелац Звезде са укупно 535 поена на 37 утакмица у свим такмичењима (просек 14,5 поена по мечу), али тим није могао даље од полуфинала доигравања. Следећу сезону је пропустио због војске, а у тим се вратио у сезони 1990/91, када је у Купу победника купова имао сјајне партије и бележио 23,2 поена по мечу, а са укупно 17,5 поена у свим такмичењима био је најбољи стрелац Црвене звезде по просеку постигнутих поена. У тој сезони је за црвено-беле играо и Дражен Далипагић, али је тим имао слаб пласман у шампионату.
У сезони 1991/92, Звезда је стигла до финала доигравања. На терену је бриљирао Слободан Јанковић у својој последњој сезони у клубу, а Неша Илић је са просеком од 15,4 поена у свим такмичењима био други стрелац црвено-белих.
Уследила је сезона 1992/93, најбоља у каријери Небојше Илића. Био је МВП и најбољи стрелац првенства Југославије са 30,6 поена у лигашком делу (1041 поен, 34 меча). Поставио је поменуте рекорде од 71 поена на утакмици у шампионату и 42 у Купу Југославије. Имао је и 50 постигнутих поена у победи против ОКК Београда од 112:102, а Звезда је после дуго времена са прве позиције отишла у доигравање. Црвено-бели су са 3:2 у победама савладали Партизан у финалној серији и после 21 године стигли до шампионске титуле, а Илић је био најбољи стрелац доигравања са 25,4 поена и најбољи стрелац финалне серије са 23,8 поена по утакмици. Навијачима је у сећању остао његов занимљив начин извођења слободних бацања у финишу мајсторице против Партизана, као и плес на центру терена, а затим је уследило велико славље са навијачима на терену у димној завеси која је настала због бакљаде у препуној хали Пионир.

### Касерес
Каријеру је наставио у шпанском Касересу у сезони 1993/94. Одиграо је одлично и био трећи стрелац лигашког дела АЦБ лиге по укупном броју поена (615 на 28 мечева), иза легендарног Оскара Шмита из Ваљадолида и Мајкла Смита из редова Памесе. По просеку поена био је четврти са 22 по утакмици. И у доигравању је одиграо на врхунском нивоу и са просеком од 21,8 поена по мечу био лидер екипе Касереса. Следеће сезоне није успео да понови тако добре партије. Забележио је 244 поена у 23 утакмице.

### Повратак у Звезду
У Звезду се вратио 1995. године и врло брзо достигао препознатљиву форму. Био је први стрелац екипе у шампионату Југославије 1995/96 са 16,7 поена по мечу, али је Звезда имала сезону за заборав. Каријеру је завршио у црвено-белом дресу на крају шампионата 1996/97, али је то био неславан опроштај, јер је Звезда заузела тек 12. место у једној од најлошијих сезона у историји клуба.

### Репрезентација
Освојио је три златне медаље са млађим категоријама репрезентације Југославије и сва три пута био је најбољи стрелац екипе. На Европском првенству за кадете 1985. године у Бугарској имао је просек од 20,4 поена по утакмици (143 поена, седам мечева), био први стрелац тима и трећи на турниру. У том тиму играли су још Тони Кукоч, Владе Дивац, Раде Милутиновић, Ненад Трунић, Славиша Копривица...
Златну медаљу освојио је и на шампионату Старог континента за јуниоре 1986. године у Аустрији и са просеком од 15 поена по мечу (105 поена, седам утакмица), поново био водећи кошгетер тима. У екипи првака Европе поред Илића играли су још Дивац, Кукоч, Дино Рађа, Александар Ђорђевић, Лука Павићевић, Мирослав Пецарски и др.
Златну медаљу је освојио и на Светском првенству за јуниоре у италијанском Бормију 1987. године, где је са просеком од 15,3 поена по мечу још једном био први стрелац тима Југославије (92 поена у шест утакмица). Тим су поново чинили Дивац, Ђорђевић, Рађа, Кукоч, Павићевић, Пецарски и др.

## Трофеји
- Југословенско првенство (1): 1993